# Karl Tschierschky
Karl Gustav Hugo Tschierschky (* 15. März 1906 in Friedenshütte, Oberschlesien; † 18. September 1974 in Roses, Spanien) war ein deutscher SS-Führer im Dienstgrad eines SS-Obersturmbannführers (1942).

## Leben
Nach dem Schulbesuch erlernte Tschierschky den Kaufmannsberuf. In den 1920er Jahren arbeitete er unter anderem als Leiter des Arbeitsamtes in Mannheim.
1926 trat Tschierschky in die Sturmabteilung (SA) ein. 1931 folgte der Eintritt in die Nationalsozialistische Deutsche Arbeiterpartei (Mitgliedsnummer 918.746) und im Dezember 1931 der Eintritt in die Schutzstaffel (Mitgliedsnummer 44.334). 1935 übernahm Tschierschky Aufgaben im Rasse- und Siedlungshauptamt der SS.
Als SD-Chef Reinhard Heydrich im Januar 1938 auf Tschierschky aufmerksam wurde, veranlasste er dessen Versetzung zum SD, dem Nachrichtendienst der SS. Im selben Jahr wurde er zum Sturmbannführer befördert. Ein Vorgesetzter bezeichnete ihn in dieser Zeit als „nüchtern und fleißig“ wenn auch etwas „nörgelsüchtig, [und] deshalb nicht immer leicht zu nehmen.“ Tschierschky kam immer dort zum Einsatz, wenn der SD in neue Aufgabenfelder expandierte und ein besonders durchsetzungsfähiger und skrupelloser Anführer gebraucht wurde.
Nach dem Überfall auf Polen und dem Beginn des Zweiten Weltkrieges 1939 wurde Tschierschky 1940 stellvertretender Leiter der Einwandererzentralstelle im besetzten Polen. Dort war er unter anderem im August 1940 an der Umsiedlung der Bessarabiendeutschen beteiligt.
Am 17. und 18. Dezember 1940 nahm Tschierschky an einer Tagung der Gauwirtschaftskammer Sachsens teil, auf der die Ausbeutung des besetzten Polens als Reservoir für Zwangsarbeiter beschlossen wurde.
In den Jahren 1941 und 1942 wurde Tschierschky als stellvertretender Befehlshaber der Einsatzgruppe A ins Baltikum entsandt, deren Erschießungskommandos 300.000 Menschen töteten. Da er bereits im Januar 1941 das Amt des SD-Leitabschnittsführers in Dresden übernommen hatte, war Tschierschky eine Weile genötigt, zwischen seinen beiden Funktionen – der administrativen Funktion in Sachsen und der Beaufsichtigung des Mordgeschehens im Osten – hin- und herzuwechseln. In Dresden arbeitete Tschierschky unter anderem mit Georg Bellmann zusammen.
Am 13. April 1944 wurde Tschierschky aus Sachsen abgezogen und mit der Leitung der Amtsgruppe VI C (Sowjetunion) des SD Auslandsgeheimdienstes im Reichssicherheitshauptamt betraut. Auf Wunsch Heinrich Himmlers übernahm er am 28. November desselben Jahres die Stabsleitung des Unternehmens Werwolf, einer nationalsozialistischen Untergrundkampfbewegung. Am 10. März 1945 wurde Tschierschky letztmals befördert, so dass er bei Kriegsende den Rang eines SS-Standartenführers innehatte.
Nach dem Krieg lebte Tschierschky lange Jahre unbehelligt als Provisionsvertreter in Frankfurt am Main. Ab 1946 soll er für den britischen Geheimdienst gearbeitet haben. Nachdem er Anfang der 1960er Jahre einmal kurzzeitig in Untersuchungshaft genommen worden war, wurde Tschierschky erst 1973 von der Staatsanwaltschaft Hamburg angeklagt (Sta Hamburg 141 Js 534/60). Zu dem Prozess, der sich bis ins Jahr 1974 zog und in dem es zu keinem Urteil kam, lieferte unter anderem auch die Sowjetunion Beweismaterial an die Staatsanwaltschaft.